# Almere City FC in het seizoen 2016/17
Het seizoen 2016/2017 was het 12e jaar in het bestaan van de Almeerse betaaldvoetbalclub Almere City FC. De club kwam uit in de Eerste divisie en eindigde daarin op de achtste plaats, dit gaf recht op een plek in de nacompetitie voor promotie. In de eerste ronde werd verloren van Helmond Sport (2–6). Tevens deed de club mee aan het toernooi om de KNVB Beker, hierin werd in de tweede ronde, na verlenging, verloren van FC Volendam (1–2).

## Wedstrijdstatistieken

### Eerste divisie
|       | Achilles '29 | SC Cambuur | FC Den Bosch | FC Dordrecht | FC Eindhoven | FC Emmen | Fortuna Sittard | De Graafschap | Helmond Sport | Jong Ajax | Jong PSV | Jong FC Utrecht | MVV Maastricht | NAC Breda | FC Oss | RKC Waalwijk | Telstar | FC Volendam | VVV-Venlo |
| ----- | ------------ | ---------- | ------------ | ------------ | ------------ | -------- | --------------- | ------------- | ------------- | --------- | -------- | --------------- | -------------- | --------- | ------ | ------------ | ------- | ----------- | --------- |
| Thuis | 1 – 0        | 0 – 1      | 4 – 1        | 3 – 0        | 4 – 0        | 3 – 1    | 2 – 0           | 1 – 2         | 1 – 0         | 1 – 4     | 1 – 0    | 2 – 1           | 2 – 1          | 0 – 2     | 3 – 3  | 6 – 2        | 2 – 0   | 2 – 2       | 0 – 2     |
| Uit   | 3 – 3        | 4 – 1      | 1 – 3        | 1 – 4        | 4 – 1        | 2 – 0    | 2 – 1           | 4 – 1         | 1 – 1         | 6 – 3     | 0 – 1    | 1 – 1           | 2 – 2          | 3 – 1     | 2 – 3  | 1 – 1        | 3 – 6   | 1 – 1       | 3 – 2     |

### Nacompetitie
| 1e ronde                                                                                      | Helmond Sport                                                                     | 4 – 2 (0 – 1) | Almere City FC                          |
| 8 mei 2017 Plaats: Helmond De Braak Toeschouwers: 2.031 Scheidsrechter: Jeroen Manschot       | Teije ten Den 71' Robert Braber 74' Jordy Thomassen 81' Steven Edwards 90' (pen.) |               | 28' Gaston Salasiwa 69' Rick ten Voorde |
| 1e ronde                                                                                      | Almere City FC                                                                    | 0 – 2 (0 – 2) | Helmond Sport                           |
| 12 mei 2017 Plaats: Almere Yanmar Stadion Toeschouwers: 1.420 Scheidsrechter: Allard Lindhout |                                                                                   |               | 40' Jordy Thomassen 43' Teije ten Den   |

### KNVB Beker
| 1e ronde                                                 | Rijnsburgse Boys                        | 0 – 2 (0 – 1)                      | Almere City FC       |
| 20 september 2016 Plaats: Rijnsburg Sportpark Middelmors |                                         |                                    | 20', 81' Yener Arica |
| 2e ronde                                                 | FC Volendam                             | 2 – 1 (0 – 0, 0 – 0) Na verlenging | Almere City FC       |
| 25 oktober 2016 Plaats: Volendam Krasstadion             | Kees Kwakman 106' Bert Steltenpool 115' |                                    | 105' Kaj Ramsteijn   |

## Statistieken Almere City FC 2016/2017

### Eindstand Almere City FC in de Nederlandse Eerste divisie 2016 / 2017
| Stand | Gespeeld | Gewonnen | Gelijk | Verloren | Punten | Doelpunten voor | Doelpunten tegen |
| ----- | -------- | -------- | ------ | -------- | ------ | --------------- | ---------------- |
| 8e    | 38       | 17       | 8      | 13       | 59     | 74              | 66               |

### Topscorers
| #                 | Naam                    | Goal |
| ----------------- | ----------------------- | ---- |
| 1.                | Soufyan Ahannach        | 18   |
| 2.                | Ricky ten Voorde        | 9    |
| 3.                | Sherjill Mac-Donald     | 8    |
| 4.                | Yener Arıca             | 6    |
| 4.                | Sven Braken             | 6    |
| 6.                | Tom Overtoom            | 5    |
| 6.                | Gaston Salasiwa         | 5    |
| 8.                | Silvester van der Water | 4    |
| 9.                | Calvin Mac-Intosch      | 3    |
| 9.                | Jeffrey Rijsdijk        | 3    |
| 11.               | Arsenio Valpoort        | 2    |
| 12.               | Kees van Buuren         | 1    |
| 12.               | Damon Mirani            | 1    |
| 12.               | Lars Nieuwpoort         | 1    |
| 12.               | Kaj Ramsteijn           | 1    |
| Onbekend doelpunt |                         |      |
| –                 | Onbekend                | 1    |
| Totaal            | Totaal                  | 74   |

| #      | Naam            | Goal |
| ------ | --------------- | ---- |
| 1.     | Gaston Salasiwa | 1    |
| 1.     | Rick ten Voorde | 1    |
| Totaal | Totaal          | 2    |

| #      | Naam          | Goal |
| ------ | ------------- | ---- |
| 1.     | Yener Arıca   | 2    |
| 2.     | Kaj Ramsteijn | 1    |
| Totaal | Totaal        | 3    |

## Voetnoten
Achilles '29 ·
Almere City FC ·
SC Cambuur ·
FC Den Bosch ·
FC Dordrecht ·
FC Eindhoven ·
FC Emmen ·
Fortuna Sittard ·
De Graafschap ·
Helmond Sport ·
Jong Ajax ·
Jong PSV ·
Jong FC Utrecht ·
MVV Maastricht ·
NAC Breda ·
FC Oss ·
RKC Waalwijk ·
Telstar ·
FC Volendam ·
VVV-Venlo